# Selección femenina de voleibol de Venezuela

La selección femenina de voleibol de Venezuela es la selección nacional de voleibol de Venezuela, gerenciada por la Federación Venezolana de Voleibol. Participa en los torneos organizados por la Confederación Sudamericana de Voleibol (CSV), así como en los de la Federación Internacional de Voleibol.

## Campeonato Sudamericano
Medallas:
- Medallas de oro: 0
- Medallas de plata: 0
- Medallas de bronce: 5

| Campeonato Sudamericano de Voleibol Femenino | Campeonato Sudamericano de Voleibol Femenino | Campeonato Sudamericano de Voleibol Femenino | Campeonato Sudamericano de Voleibol Femenino | Campeonato Sudamericano de Voleibol Femenino | Campeonato Sudamericano de Voleibol Femenino |
| -------------------------------------------- | -------------------------------------------- | -------------------------------------------- | -------------------------------------------- | -------------------------------------------- | -------------------------------------------- |
| 1951:                                        | No participó                                 | 1956:                                        | No participó                                 | 1958:                                        | No participó                                 |
| 1961:                                        | No participó                                 | 1962:                                        | No participó                                 | 1964:                                        | No participó                                 |
| 1967:                                        | No participó                                 | 1969:                                        | 4° lugar                                     | 1971:                                        | No participó                                 |
| 1973:                                        | 5° lugar                                     | 1975:                                        | No participó                                 | 1977:                                        | 7° lugar                                     |
| 1979:                                        | 5° lugar                                     | 1981:                                        | No participó                                 | 1983:                                        | 4° lugar                                     |
| 1985:                                        |                                              | 1987:                                        |                                              | 1989:                                        | 4° lugar                                     |
| 1991:                                        | 5° lugar                                     | 1993:                                        |                                              | 1995:                                        | 4° lugar                                     |
| 1997:                                        | 4° lugar                                     | 1999:                                        | 4° lugar                                     | 2001:                                        |                                              |
| 2003:                                        | No participó                                 | 2005:                                        | 4° lugar                                     | 2007:                                        |                                              |
| 2009:                                        | 6° lugar                                     | 2011:                                        | No participó                                 | 2013:                                        | 5° lugar                                     |

## Copa del Mundo
Medallas:
- Medallas de oro: 0
- Medallas de plata: 0
- Medallas de bronce: 0

| Copa Mundial de Voleibol | Copa Mundial de Voleibol | Copa Mundial de Voleibol | Copa Mundial de Voleibol | Copa Mundial de Voleibol | Copa Mundial de Voleibol |
| ------------------------ | ------------------------ | ------------------------ | ------------------------ | ------------------------ | ------------------------ |
| 1973:                    | No clasificó             | 1977:                    | No clasificó             | 1981:                    | No clasificó             |
| 1985:                    | No clasificó             | 1989:                    | No clasificó             | 1991:                    | No clasificó             |
| 1995:                    | No clasificó             | 1999:                    | No clasificó             | 2003:                    | No clasificó             |
| 2007                     | No clasificó             | 2011                     |                          |                          |                          |

## Juegos Olímpicos de Verano
Medallas:
- Medallas de oro: 0
- Medallas de plata: 0
- Medallas de bronce: 0

| Juegos Olímpicos de Verano | Juegos Olímpicos de Verano | Juegos Olímpicos de Verano | Juegos Olímpicos de Verano | Juegos Olímpicos de Verano | Juegos Olímpicos de Verano |
| -------------------------- | -------------------------- | -------------------------- | -------------------------- | -------------------------- | -------------------------- |
| 1964:                      | No clasificó               | 1968:                      | No clasificó               | 1972:                      | No clasificó               |
| 1976:                      | No clasificó               | 1980:                      | No clasificó               | 1984:                      | No clasificó               |
| 1988:                      | No clasificó               | 1992:                      | No clasificó               | 1996:                      | No clasificó               |
| 2000:                      | No clasificó               | 2004:                      | No clasificó               | 2008:                      | 11º Puesto                 |
| 2012:                      | No clasificó               |                            |                            |                            |                            |

## Juegos Panamericanos
Medallas:
- Medallas de oro: 0
- Medallas de plata: 0
- Medallas de bronce: 0

| Juegos Panamericanos | Juegos Panamericanos | Juegos Panamericanos | Juegos Panamericanos | Juegos Panamericanos | Juegos Panamericanos |
| -------------------- | -------------------- | -------------------- | -------------------- | -------------------- | -------------------- |
| 1955:                | No Participó         | 1959:                | No Participó         | 1963:                | No Participó         |
| 1967:                | No Participó         | 1971:                | 7º Puesto            | 1975:                | No Participó         |
| 1979:                | No Participó         | 1983:                | 8º lugar             | 1987:                | No Participó         |
| 1991:                | No Participó         | 1995:                | No Participó         | 1999:                | No Participó         |
| 2003:                | No Participó         | 2007:                | No Participó         | 2011:                | No Clasificó         |

## Juegos Bolivarianos
Medallas:
- Medallas de oro: 0
- Medallas de plata: 2
- Medallas de bronce: 0

| Juegos Bolivarianos | Juegos Bolivarianos | Juegos Bolivarianos | Juegos Bolivarianos | Juegos Bolivarianos | Juegos Bolivarianos |
| ------------------- | ------------------- | ------------------- | ------------------- | ------------------- | ------------------- |
| 1993:               | Desconocido         | 1997:               | Desconocido         | 2001:               | Desconocido         |
| 2005:               | Desconocido         | 2009:               | 2º puesto           | 2013:               | 2º puesto           |

## Copa Panamericana
Medallas:
- Medallas de oro: 0
- Medallas de plata: 0
- Medallas de bronce: 0

| Copa Panamericana de Voleibol Femenino | Copa Panamericana de Voleibol Femenino | Copa Panamericana de Voleibol Femenino | Copa Panamericana de Voleibol Femenino | Copa Panamericana de Voleibol Femenino | Copa Panamericana de Voleibol Femenino |
| -------------------------------------- | -------------------------------------- | -------------------------------------- | -------------------------------------- | -------------------------------------- | -------------------------------------- |
| 2002:                                  | Desconocido                            | 2003:                                  | Desconocido                            | 2004:                                  | Desconocido                            |
| 2005:                                  | Desconocido                            | 2006:                                  | Desconocido                            | 2007:                                  | Desconocido                            |
| 2008:                                  | No clasificó                           | 2009:                                  | Desconocido                            | 2010:                                  | No participó                           |
| 2011:                                  | No clasificó                           | 2012:                                  | No clasificó                           |                                        |                                        |

## Copa Final Four
Medallas:
- Medallas de oro: 0
- Medallas de plata: 0
- Medallas de bronce: 0

| Copa Final Four de Voleibol Femenino | Copa Final Four de Voleibol Femenino | Copa Final Four de Voleibol Femenino | Copa Final Four de Voleibol Femenino | Copa Final Four de Voleibol Femenino | Copa Final Four de Voleibol Femenino |
| ------------------------------------ | ------------------------------------ | ------------------------------------ | ------------------------------------ | ------------------------------------ | ------------------------------------ |
| 2008:                                | No clasificó                         | 2009:                                | No clasificó                         | 2010:                                | No clasificó                         |
| 2011:                                | No Clasificó                         | 2012:                                |                                      |                                      |                                      |

## Grand Prix
Medallas:
- Medallas de oro: 0
- Medallas de plata: 0
- Medallas de bronce: 0

## Campeonato Sudamericano Juvenil
Medallas:
- Medallas de oro: 0
- Medallas de plata: 2
- Medallas de bronce: 4

| Campeonato Sudamericano de Voleibol Femenino Sub-20 | Campeonato Sudamericano de Voleibol Femenino Sub-20 | Campeonato Sudamericano de Voleibol Femenino Sub-20 | Campeonato Sudamericano de Voleibol Femenino Sub-20 | Campeonato Sudamericano de Voleibol Femenino Sub-20 | Campeonato Sudamericano de Voleibol Femenino Sub-20 |
| --------------------------------------------------- | --------------------------------------------------- | --------------------------------------------------- | --------------------------------------------------- | --------------------------------------------------- | --------------------------------------------------- |
| 1972:                                               | Desconocido                                         | 1974:                                               | Desconocido                                         | 1976:                                               | Desconocido                                         |
| 1978:                                               | Desconocido                                         | 1980:                                               | Desconocido                                         | 1982:                                               | Desconocido                                         |
| 1984:                                               | Desconocido                                         | 1986:                                               | Desconocido                                         | 1988:                                               | Desconocido                                         |
| 1990:                                               | Desconocido                                         | 1992:                                               | Desconocido                                         | 1994:                                               | Desconocido                                         |
| 1996:                                               | Desconocido                                         | 1998:                                               | Desconocido                                         | 2000:                                               | 3º puesto                                           |
| 2002:                                               | 2º puesto                                           | 2004:                                               | 3º puesto                                           | 2006:                                               | 3º puesto                                           |
| 2008:                                               | 2º puesto                                           | 2010:                                               | 3º puesto                                           | 2012:                                               | Desconocido                                         |

## Campeonato Mundial Juvenil
Medallas:
- Medallas de oro: 0
- Medallas de plata: 0
- Medallas de bronce: 0

| Campeonato Mundial de Voleibol Femenino Sub-20 | Campeonato Mundial de Voleibol Femenino Sub-20 | Campeonato Mundial de Voleibol Femenino Sub-20 | Campeonato Mundial de Voleibol Femenino Sub-20 | Campeonato Mundial de Voleibol Femenino Sub-20 | Campeonato Mundial de Voleibol Femenino Sub-20 |
| ---------------------------------------------- | ---------------------------------------------- | ---------------------------------------------- | ---------------------------------------------- | ---------------------------------------------- | ---------------------------------------------- |
| 1977:                                          | No clasificó                                   | 1981:                                          | No clasificó                                   | 1985:                                          | No clasificó                                   |
| 1987:                                          | No clasificó                                   | 1989:                                          | 13º puesto                                     | 1991:                                          | No clasificó                                   |
| 1993:                                          | No clasificó                                   | 1995:                                          | No clasificó                                   | 1997:                                          | No clasificó                                   |
| 1999:                                          | 13º puesto                                     | 2001:                                          | 13º puesto                                     | 2003:                                          | Segunda fase                                   |
| 2005:                                          | No clasificó                                   | 2007:                                          | No clasificó                                   | 2009:                                          | 15º puesto                                     |
| 2011:                                          | No clasificó                                   | 2013:                                          | No clasificó                                   |                                                |                                                |

## Juegos Olímpicos de la Juventud
Medallas:
- Medalla de oro: 0
- Medalla de plata: 0
- Medalla de bronce: 0

| Juegos Olímpicos de la Juventud | Juegos Olímpicos de la Juventud | Juegos Olímpicos de la Juventud | Juegos Olímpicos de la Juventud | Juegos Olímpicos de la Juventud | Juegos Olímpicos de la Juventud |
| ------------------------------- | ------------------------------- | ------------------------------- | ------------------------------- | ------------------------------- | ------------------------------- |
| 2010:                           | No clasificó                    |                                 |                                 |                                 |                                 |

## Copa Panamericana Juvenil
Medallas:
- Medalla de oro: 0
- Medalla de plata: 0
- Medalla de bronce: 0

| Copa Panamericana de Voleibol Femenino Sub-20 de 2011 | Copa Panamericana de Voleibol Femenino Sub-20 de 2011 | Copa Panamericana de Voleibol Femenino Sub-20 de 2011 | Copa Panamericana de Voleibol Femenino Sub-20 de 2011 | Copa Panamericana de Voleibol Femenino Sub-20 de 2011 | Copa Panamericana de Voleibol Femenino Sub-20 de 2011 |
| ----------------------------------------------------- | ----------------------------------------------------- | ----------------------------------------------------- | ----------------------------------------------------- | ----------------------------------------------------- | ----------------------------------------------------- |
| 2011:                                                 | No clasificó                                          | 2013:                                                 | 5º puesto                                             |                                                       |                                                       |

## Campeonato Sudamericano de Menores
Medallas:
- Medallas de oro: 0
- Medallas de plata: 0
- Medallas de bronce: 4

| Campeonato Sudamericano de Voleibol Femenino Sub-18 | Campeonato Sudamericano de Voleibol Femenino Sub-18 | Campeonato Sudamericano de Voleibol Femenino Sub-18 | Campeonato Sudamericano de Voleibol Femenino Sub-18 | Campeonato Sudamericano de Voleibol Femenino Sub-18 | Campeonato Sudamericano de Voleibol Femenino Sub-18 |
| --------------------------------------------------- | --------------------------------------------------- | --------------------------------------------------- | --------------------------------------------------- | --------------------------------------------------- | --------------------------------------------------- |
| 1978:                                               | Desconocido                                         | 1980:                                               | Desconocido                                         | 1982:                                               | Desconocido                                         |
| 1984:                                               | Desconocido                                         | 1986:                                               | Desconocido                                         | 1988:                                               | Desconocido                                         |
| 1990:                                               | 4º puesto                                           | 1992:                                               | 4º puesto                                           | 1994:                                               | 3º puesto                                           |
| 1996:                                               |                                                     | 1998:                                               | 4º puesto                                           | 2000:                                               | 4º puesto                                           |
| 2002:                                               | 3º puesto                                           | 2004:                                               | 3º puesto                                           | 2006:                                               | Desconocido                                         |
| 2008:                                               | 3º puesto                                           | 2010:                                               | Desconocido                                         | 2012:                                               | 6º puesto                                           |

## Campeonato Mundial de Menores
Medallas:
- Medalla de oro: 0
- Medalla de plata: 0
- Medalla de bronce: 0

| Campeonato Mundial de Voleibol Femenino Sub-18 | Campeonato Mundial de Voleibol Femenino Sub-18 | Campeonato Mundial de Voleibol Femenino Sub-18 | Campeonato Mundial de Voleibol Femenino Sub-18 | Campeonato Mundial de Voleibol Femenino Sub-18 | Campeonato Mundial de Voleibol Femenino Sub-18 |
| ---------------------------------------------- | ---------------------------------------------- | ---------------------------------------------- | ---------------------------------------------- | ---------------------------------------------- | ---------------------------------------------- |
| 1989:                                          | No clasificó                                   | 1991:                                          | No clasificó                                   | 1993:                                          | No clasificó                                   |
| 1995:                                          | No clasificó                                   | 1997:                                          | No clasificó                                   | 1999:                                          | No clasificó                                   |
| 2001:                                          | No clasificó                                   | 2003:                                          | No clasificó                                   | 2005:                                          | No clasificó                                   |
| 2007:                                          | No clasificó                                   | 2009:                                          | No clasificó                                   | 2011:                                          | No clasificó                                   |
| 2013:                                          |                                                |                                                |                                                |                                                |                                                |

## Copa Panamericana Menores
Medallas:
- Medallas de oro: 0
- Medallas de plata: 0
- Medallas de bronce: 0

| Copa Panamericana de Voleibol Femenino Sub-18 | Copa Panamericana de Voleibol Femenino Sub-18 | Copa Panamericana de Voleibol Femenino Sub-18 | Copa Panamericana de Voleibol Femenino Sub-18 | Copa Panamericana de Voleibol Femenino Sub-18 | Copa Panamericana de Voleibol Femenino Sub-18 |
| --------------------------------------------- | --------------------------------------------- | --------------------------------------------- | --------------------------------------------- | --------------------------------------------- | --------------------------------------------- |
| 2011:                                         | No clasificó                                  | 2013:                                         | No clasificó                                  |                                               |                                               |

## Palmarés
- Campeonato Sudamericano:
  -  Medalla de bronce (5): 1985 1987, 1993, 2001, 2007

- Preolímpico Sudamericano de Voleibol Femenino:
  -  Medalla de bronce (1): 2012

- Copa Federación:
  -  Campeón (1): 2009

- Juegos Bolivarianos:
  -  Medalla de plata  (4): 1981, 2005, 2009, 2013

### Selección Sub-20
- Campeonato Sudamericano de Voleibol Femenino Juvenil:
  -  Medalla de plata  (2): 2002, 2008
  -  Medalla de bronce (4): 2000, 2004, 2006, 2010

### Selección Sub-18
- Campeonato Sudamericano de Voleibol Femenino Sub-18:
  -  Medalla de bronce (4): 1994, 2002, 2004, 2008